# اووسیت
اووسیت یا مام یاخته (به فرانسوی: Ovocyte) به سلول جنینی ماده که در فرایند تولید مثل درگیر می‌شود گفته می‌شود. به عبارت دیگر همان سلول تخمک نابالغ است. اووسیت در درون تخمدان به وجود می‌آید. درطی مرحله اول تقسیم میوز اووسیت ثانویه و در مرحله دوم تقسیم میوز در جنس ماده گامت ماده یا تخمک تولید می‌شود. در انسان پس از بلوغ این اووسیت‌ها به تخمک‌های نابالغ و سپس تخمک بالغ (Ovum) تکامل می‌یابند. سلول‌های زایای ماده یک سلول زایای اولیه (PGC) تولید می‌کنند که سپس تحت میتوز قرار می‌گیرد و اووگونی را تشکیل می‌دهد. در طی اووژنز، اووگونی به تخمک تبدیل می‌شود. تخمک نوعی ماده ژنتیکی بود که می‌توان آن را با استفاده از انجماد، جمع‌آوری کرد.
| نوع سلول      | کروموزومها  | کروماتیدها | فرایند                                        | تکمیل فرایند                              |
| اووگونی       | دیپلوئید/۴۶ | ۲ عدد      | اووژنز (میتوز)                                | سه‌ماهه سوم                                |
| اووسیت اولیه  | دیپلوئید/۴۶ | ۴ عدد      | اووژنز (میوز ۱) (فولیکولوژنز) جسم قطبی جدا شد | در پروفاز I تا زمان تخمک‌گذاری متوقف می‌شود |
| اووسیت ثانویه | هاپلوئید/۲۳ | ۲ عدد      | اووژنز (میوز ۲) جسم قطبی جدا شد               | در متافاز II تا زمان لقاح متوقف می‌شود     |
| تخمک نابارور  | هاپلوئید/۲۳ | ۱ عدد      | بلوغ                                          | چند دقیقه پس از لقاح                      |
| تخمک (اووم)   | هاپلوئید/۲۳ | ۱ عدد      | تقسیم سلولی                                   | تشکیل جنین                                |

مراحل ایجاد اووسیت ثانویه
در دوران جنینی دختر ، سلول های اووگونی با هربار انجام تقسیم میتوز ، یک اووگونی و یک اووسیت اولیه ایجاد میکند. در دوران جنینی در هر تخمدان نوزاد دختر حدود ۱ میلیون سلول اووسیت اولیه به وجود آمده که از میتوز اووگونی حاصل شده. اووسیت های اولیه در تقسیم میوز ۱ درمرحله پروفاز۱ متوقف شده و بعد از بلوغ در هر ماه یکی از آنها که فولیکول (انبانک) آن رشد بیشتری داشته ادامه میابد و بعد از انجام تقسیم میوز۱ ، یک یاخته اووسیت ثانویه و یک یاخته با عنوان گویچه قطبی۱ ایجاد میشود. اووسیت ثانویه حدود روز ۱۴ چرخه قاعدگی طی فرایند تخمک گذاری به همراه تعدادی از سلول های تغذیه کننده فولیکول از تخمدان خارج شده و با حرکت زوائد انگشتانه لوله فالوپ و انقباضات رحم و زنش مژک های لوله فالوپ به سمت رحم حرکت کرده و از تخمدان دور میشود. در این حین سلول های تغذیه کننده ، تغذیه اووسیت ثانویه را سلول های فولیکولی که همراه آن آزاد شده اند انجام میدهد. اووسیت ثانویه تقسیم میوز۲ را تا وقتی در مجاورت اسپرم قرار نگیرد انجام نمیدهد. وقتی که اووسیت ثانویه با اسپرم برخورد کند میوز۲ تکمیل شده و سلول تخمک و گویچه قطبی۲ حاصل میشود.

## جسارت‌های وابسته
- تخمک